# 薩夫拉之戰
薩夫拉之戰（1385年9月18日），又稱維約瑟之戰，是在靠近盧什涅的薩夫拉牧場（位於今阿爾巴尼亞南部）發生的一場戰役。鄂圖曼蘇丹國在卡爾·托皮亞的邀請下，支持他對抗軍力相對較小的巴爾薩二世之塞塔軍隊。

## 背景
1372年，巴爾薩二世與瓦羅納公國專制公約翰·科姆尼諾斯·阿森的女兒科姆尼娜結婚。作為嫁妝，巴爾薩獲得了原屬阿森的發羅納（即今夫羅勒）、培拉特與卡尼娜（位於今阿爾巴尼亞南部）等城市。1385年，巴爾薩征服了可能屬於卡爾·托皮亞的都拉佐（即今都拉斯），爾後在同年的4月，授予拉古薩法令中，他自稱為「都拉佐公爵」。巴爾薩的領土擴張到伊庇魯斯，使之帶到了對抗鄂圖曼帝國的前線。1385年8月8日，巴爾薩意識到鄂圖曼對其領土的覬覦，因而請求威尼斯方面派出四艘槳帆船支援。

## 戰役經過
鄂圖曼蘇丹國在卡爾·托皮亞的邀請下，支持之對抗巴爾薩。該邀請後被接受，海雷丁帕夏將他的部隊從奧赫里德（今馬其頓）帶到盧什涅附近的薩夫拉牧場。鄂圖曼軍隊入侵培拉特地區的消息傳到了巴爾薩耳裡，當時他人還在都拉斯。根據馬夫羅·奧爾比尼的說法，巴爾薩隨即在都拉斯集結了一千兵力，並無視貴族的建議直接前去與鄂圖曼入侵者作戰。不出所料的，巴爾薩的小部隊收效甚微，巴爾薩本人也因而陣亡。此外，奧爾比尼也是唯一寫到伊萬尼什·姆尼亞夫切維奇也有參加這場戰役的人，一些學者認為他根本不存在，而另一些學者則認為他不是獨立的中世紀領主，而是巴爾希奇家族的忠誠者。奧爾比尼還寫說，巴爾薩的屍體被斬首，並且頭被帶到海雷丁帕夏那裏。

## 後續
由於鄂圖曼取得了勝利，當地的塞爾維亞和阿爾巴尼亞領主大多成為附庸。在該戰役後，托皮亞立即奪回了都拉斯（可能是處在鄂圖曼宗主權之下）。鄂圖曼佔領了克魯亞、培拉特、烏爾齊尼，並隨後立刻撤退，只留下卡斯托里亞在他們的永久控制之下。
馬夫羅·奧爾比尼的作品（《斯拉夫人的王國》）是這場戰鬥的主要主要來源之一，並包含許多不正確和不精確的資料。關於薩夫拉戰役的另一個主要來源是馬林·巴萊蒂，他稱巴爾薩二世是個勇敢的理想主義者。
該戰役對鄂圖曼帝國在巴爾幹半島長達數百年的統治奠定了基礎。塞爾維亞歷史學家斯托揚·諾瓦科維奇強調，這場戰役對這些塞爾維亞和阿爾巴尼亞領主的重要性可與馬里查戰役和科索沃戰役相提並論。這場戰役的重大結果是阿爾巴尼亞人大量加入了鄂圖曼軍隊，他們在接下來的527年裡一直都會是鄂圖曼軍隊的重要力量來源。

## 註腳
1. ↑  Sedlar, Jean W., East Central Europe in the Middle Ages, 1000-1500, (University of Washington Press, 1994), 385.
2. ↑  . TBR Company. 2000: 41  [2022-07-16]. （原始内容存档于2022-06-27）.
3. ↑  Kiel 1990，第17頁.
4. ↑  Група аутора. . Српска књижевна задруга. : 40.
5. ↑  Somel, Selcuk Aksin. . Rowman & Littlefield. 2010: 14  [2022-07-16]. ISBN 978-0-8108-7579-1. （原始内容存档于2022-07-09）. ...the Ottomans supported Lord Karl Thopia against Balsha II, defeating the latter...
6. ↑  Божилов, pp. 181–182
7. ↑  Fine, p. 372
8. ↑  Fine 1994, p. 372 （页面存档备份，存于）
9. ↑  Ivić et al. 1987，第102頁.
10. ↑  . 1987: 31  [2022-07-16]. （原始内容存档于2021-08-28）.
11. ↑  Houtsma, M. Th. . BRILL. 1993: 556. ISBN 90-04-09791-0.
12. 1 2 3  Gibbons, Herbert Adam. . Routledge. 21 August 2013: 159  [2022-07-16]. ISBN 978-1-135-02982-1. （原始内容存档于2021-10-24）.
13. ↑  . Univerzitet. 1994: 164  [2022-07-16]. （原始内容存档于2022-06-15）.
14. 1 2  Fine 1994，第390頁.
15. ↑  Veselinović, Andrija & Ljušić, Radoš (2001). СРПСКЕ ДИНАСТИЈЕ, СРЕДЊОВЕКОВНЕ ДИНАСТИЈЕ
16. ↑  Sedlar, Jean W. East Central Europe in the Middle Ages, 1000-1500, University of Washington Press, p. 385
17. ↑  Jovetić, Jovan. . Jovan Jovetić. 1985: 29  [2022-07-16]. （原始内容存档于2022-05-20）.
18. ↑  Pitcher, Donald Edgar. . Brill Archive. 1968: 45  [2022-07-16]. GGKEY:4CFA3RCNXRP. （原始内容存档于2022-01-23）.
19. ↑  Орбин 1968，第321頁.
20. ↑  Barleti, Marin. . David Hosaflook. 2012: 60  [2022-07-16]. ISBN 978-99956-87-77-9. （原始内容存档于2022-07-16）.
21. ↑  . Sojuz na društvata na istoričarite na SR Makedonija. 1980: 183  [2022-07-16]. （原始内容存档于2022-07-16）. Тука беше и Марица и Косово за господата српско-албанска.